# Lambertz Open by STAWAG 2009
Il Lambertz Open by STAWAG 2009 è stato un torneo professionistico di tennis maschile giocato sul sintetico indoor, che faceva parte dell'ATP Challenger Tour 2009. Si è giocato ad Aquisgrana in Germania dal 9 al 15 novembre 2009.

## Partecipanti

### Teste di serie
| Nazionalità | Giocatore        | Ranking* | Testa di serie |
| ----------- | ---------------- | -------- | -------------- |
| Stati Uniti | Rajeev Ram       | 97       | 1              |
| Austria     | Stefan Koubek    | 115      | 2              |
| Germania    | Daniel Brands    | 123      | 3              |
| Slovenia    | Blaž Kavčič      | 125      | 4              |
| Belgio      | Steve Darcis     | 130      | 5              |
| Germania    | Denis Gremelmayr | 176      | 6              |
| Germania    | Julian Reister   | 179      | 7              |
| Germania    | Dieter Kindlmann | 190      | 8              |

- Ranking al 2 novembre 2009.

### Altri partecipanti
Giocatori che hanno ricevuto una wild card:
- Dominik Schulz
- Nils Langer
- Rajeev Ram
- Sebastian Rieschick

Giocatori passati dalle qualificazioni:
- Rohan Bopanna
- Peter Gojowczyk
- Nikola Mektić
- Michał Przysiężny
- Louk Sorensen (Lucky loser)

## Campioni

### Singolare
Rajeev Ram ha battuto in finale  Dustin Brown con il punteggio di 7–6(2), 6(5)–7, 7–6(2)

### Doppio
Rohan Bopanna /  Aisam-ul-Haq Qureshi hanno battuto in finale  Philipp Marx /  Igor Zelenay con il punteggio di 6–4, 7–6(6)